# Advanta Championships 2000
Advanta Championships 2000 — тенісний турнір, що проходив на закритих кортах з килимовим покриттям Філадельфійського громадського центру у Філадельфії (Пенсільванія, США). Належав до турнірів 2-ї категорії в рамках Туру WTA 2000. Турнір відбувся увісімнадцяте і тривав з 6 до 12 листопада 2000 року. Друга сіяна Ліндсі Девенпорт здобула титул в одиночному розряді й отримала за це 87 тис. доларів США.

## Фінальна частина

### Одиночний розряд
Ліндсі Девенпорт —  Мартіна Хінгіс 7–6(9–7), 6–4
- Для Девенпорт це був 4-й титул в одиночному розряді за сезон і 30-й — за кар'єру.

### Парний розряд
Мартіна Хінгіс /  Анна Курнікова —  Ліза Реймонд /  Ренне Стаббс 6–2, 7–5